# Нормандски формат
Разговорите в Нормандския формат (на френски: Format Normandie) включва четири държави, Германия, Русия, Украйна и Франция, чиито представители се срещат неофициално по време на празника по случай годишнината от Десанта в Нормандия през 2014 г. в Нормандия, Франция, в опит за разрешаване на войната в Донбас. Тя е известна още като Контактна група в Нормандия. Името „Нормандски формат“ идва от факта, че преговорите през 2014 г. се състоят около 70-ата годишнина от Нормандския десант.

## Създаване и състав
Групата е създадена на 6 юни 2014 г., когато лидери от Франция, Германия, Русия и Украйна се срещат в рамките на 70-ата годишнина от десанта на съюзниците в Нормандия. Групата оперира главно чрез телефонни разговори между лидерите и съответните им министри на външните работи. Нормандският формат понякога е разширяван, за да включи Беларус, Италия и Обединеното кралство.

## Фази
Първоначалната фаза се състои от пет срещи през 2014, 2015 и 2016 г.

### Пауза и среща през 2019 г.
Преговорите и разговорите са в застой от 2016 г. до есента на 2019 г.
През май 2019 украинският президент Владимир Зеленски прави мирните преговори с Русия свой приоритет в речта си при встъпването в длъжност. Той потвърждава този приоритет през юли същата година, когато кани чрез YouTube другите нации на диалог. Той казва: „Нека обсъдим на кого принадлежи Крим и кой не е в района на Донбас“.
На 18 юли 2019 г. е договорено „всеобхватно“ прекратяване на огъня с арбитраж от Тристранната контактна група за Украйна.
В началото на септември 2019 г. френският президент Еманюел Макрон и руският президент Владимир Путин заявяват намерението си да проведат среща в Нормандския формат. На 21 септември „продължаващите спорове“ са цитирани като предизвикващи „политическо дърпане на въже“ по повод предварителните преговори, както е след срещата в Нормандския формат през 2016 г. в Берлин. Също в края на септември телефонен разговор между президента на САЩ Доналд Тръмп и Зеленски, в който последният описва подкрепата на Франция и Германия като хладка, накърнява имиджа на Зеленски в Европа. На 10 октомври Зеленски повтаря изявлението си на публична пресконференция. На 16 октомври френските и германските лидери се съгласяват на друга среща в нормандския формат.
Поради продължаващата пандемия от COVID-19 срещата на върха през март 2020 г., планирана за Берлин, е отложена. 

### 2022 година
Среща в Нормандския формат между представителите на четирите държави се провежда в Париж на 26 януари 2022 г. в контекста на руско-украинската криза 2021 – 2022 г., която е бъде последвана от телефонен разговор между френския и руския президент на 28 януари. Представителите на четирите правителства потвърждават подкрепата си за Минск II и се ангажират да разрешат съществуващите разногласия. Те подкрепят безусловно прекратяване на огъня и затягането на примирието от 22 юли 2020 г., независимо от техните разногласия относно прилагането на други компоненти на Минск II. Следваща среща е планирана да се проведе в Берлин две седмици по-късно. Не е договорена съвместна декларация при приключването на продължилата девет часа среща в нормандския формат, проведена на 10 февруари, но представителите планират да се срещнат отново през март.

## Държавни лидери
- 2014 – 2017 г.
- Франция
Франсоа Оланд,
президент
- Германия
Ангела Меркел,
канцлер
- Русия
Владимир Путин,
президент
- Украйна
Петро Порошенко,
президент

- 2017 – 2019 г.
- Франция
Еманюел Макрон,
президент
- Германия
Ангела Меркел,
канцлер
- Русия
Владимир Путин,
президент
- Украйна
Петро Порошенко,
президент

- 2019 – 2021 г.
- Франция
Еманюел Макрон,
президент
- Германия
Ангела Меркел,
канцлер
- Русия
Владимир Путин,
президент
- Украйна
Володимир Зеленски,
президент

- от 2022 г.
- Франция
Еманюел Макрон,
президент
- Германия
Олаф Шолц,
канцлер
- Русия
Владимир Путин,
президент
- Украйна
Володимир Зеленски,
президент

## Срещи
Първите шест срещи се провеждат от 2014 до 2019 г.
1. Замък Бенувил, Калвадос, Нормандия, Франция – 6 юни 2014 – първа среща по случай 70-годишнината от Операция „Овърлорд“
2. Милано, Италия – 16 – 17 октомври 2014 – като част от срещата на АСЕМ[3]
3. Минск, Беларус – 11 – 12 февруари 2015 – подписани са Минските споразумения
4. Париж, Франция – 2 октомври 2015
5. Берлин, Германия – 19 октомври 2016
6. Париж, Франция – 9 декември 2019
7. Париж, Франция – 26 януари 2022
8. Берлин, Германия – 10 февруари 2022[17]
9. Берлин, Германия – планувана за март 2022[17]